# Klemetti Näkkäläjärvi
Heikki Klemetti Näkkäläjärvi, född 18 oktober 1960 i Enontekis i Finland, är en finländsk nordsamisk politiker bosatt i Vuontisjärvi i Enontekis kommun.
Klemetti Näkkäläjärvi har utbildat sig i kulturantropologi med samisk inriktning på Uleåborgs universitet, där han tagit en licentiatexamen med en avhandling om samisk renskötarkultur i östra Enontekis renskötardistrikt. Han är ledamot i Sametinget sedan 2004. Han blev dess ordförande 2008 och omvaldes 2012 omvald för en ny mandatperiod. I mars 2015 avgick han i protest mot att den finländska riksdagen fällt förslaget om en ny sametingslag.
Klemetti Näkkäläjärvi har ställt upp i allmänna val för Svenska Folkpartiet i Lapplands valkrets.